# Союз МС-16
Союз МС-16 (№ 745, ISS-62S) — здійснений 9 квітня 2020 року запуск до міжнародної космічної станції, під час якого доставлено трьох учасників експедиції МКС-62/63. Запуск здійснено з космодрому Байконур за допомогою ракети-носія «Союз-2.1а» вперше з космонавтами на борту. Повернення корабля із космонавтами на борту відбулося 22 жовтня 2020 року.

## Підготовка до польоту
Запуск корабля було заплановано на 9 квітня 2020 року.
28 лютого Міжвідомча комісія затвердила заміну російських членів основного екіпажу на дублерів. Замість Миколи Тихонова та Андрія Бабкіна на орбіту відправляться Анатолій Іванишин та Іван Вагнер.
2 березня 2020 року Головна медична комісія визнала придатними до польоту основний та дублюючий екіпажі експедиції.
Протягом місяця перед польотом космонавти були на карантині через пандемію коронавірусної хвороби.

## Екіпаж
| Анатолій Іванишин | Командир екіпажу | 3 | Роскосмос |
| Іван Вагнер       | Бортінженер № 1  | 1 | Роскосмос |
| Крістофер Кесіді  | Бортінженер № 2  | 3 | НАСА      |

| Сергій Рижиков       | Командир екіпажу | 2 | Роскосмос |
| Бабкін Андрій        | Бортінженер № 1  | 1 | Роскосмос |
| Стівен Джерард Боуен | Бортінженер № 2  | 4 | НАСА      |

## Запуск та політ
Пуск ракети «Союз-2.1а» здійснено 9 квітня о 08:05:06 (UTC) зі стартового комплексу майданчика № 31 космодрому Байконур. Через 6 годин польоту, о 14:13:18 (UTC) корабель успішно пристикувався до модулю Поіск МКС та невдовзі космонавти перейшли на борт станції.
21 жовтня 2020 року о 23:32:00 (UTC) корабель із трьома космонавтами на борту відстикувався від станції та 22 жовтня о 02:54:12 (UTC) успішно приземлився на території Казахстану.

## Галерея

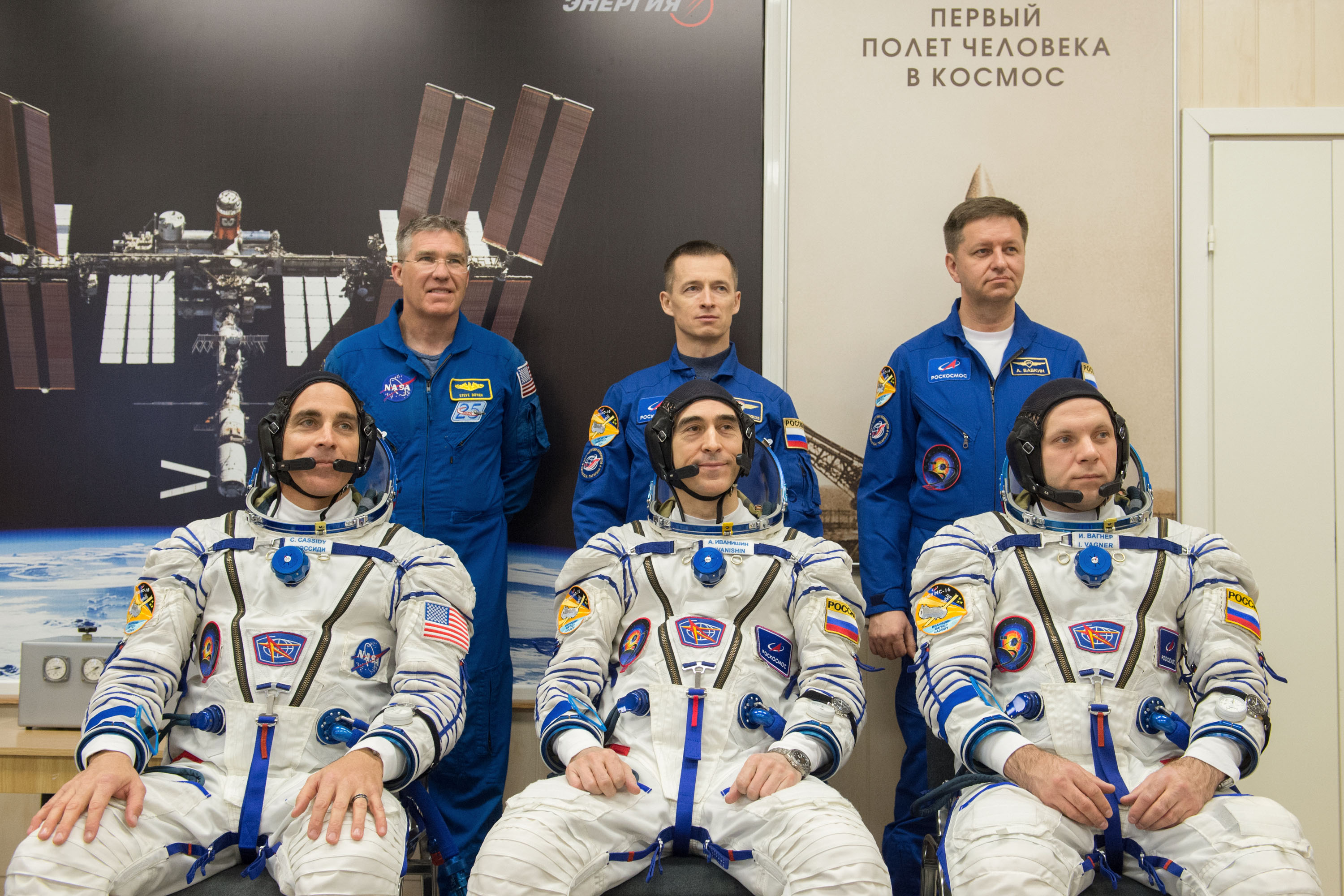
Основний та дублюючий екіпаж
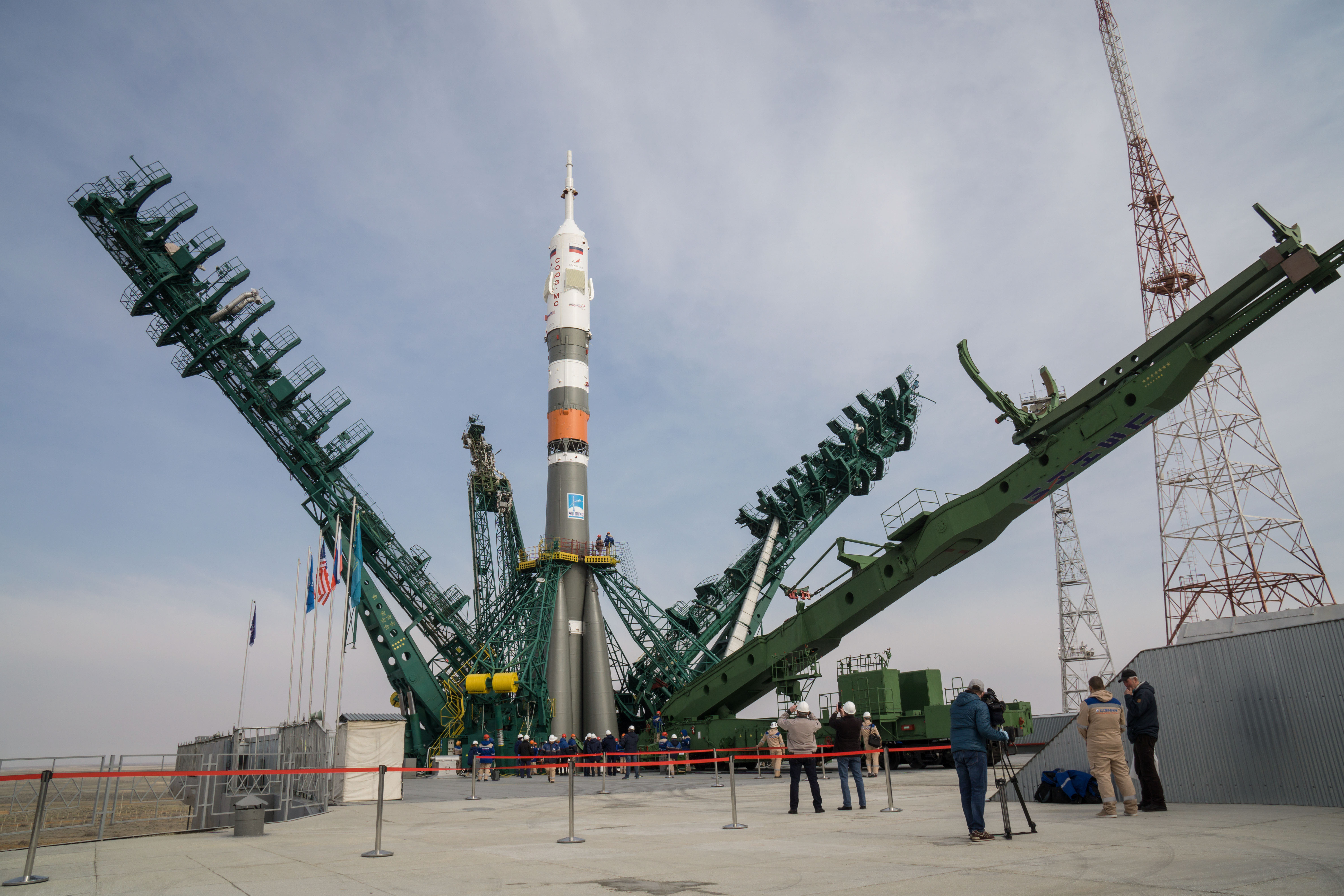
Підготовка корабля до запуску
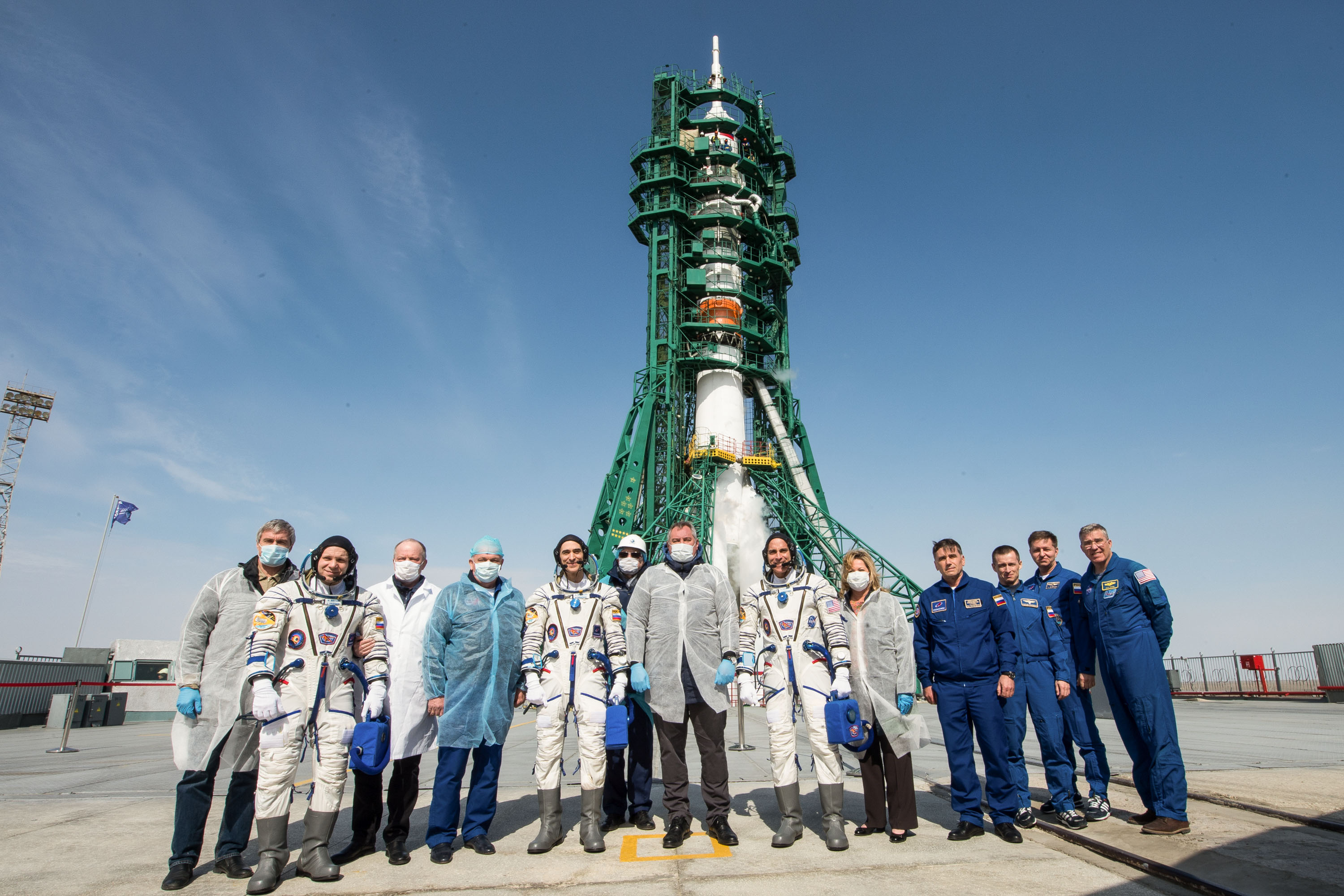
Команда та корабель на стартовому майданчику
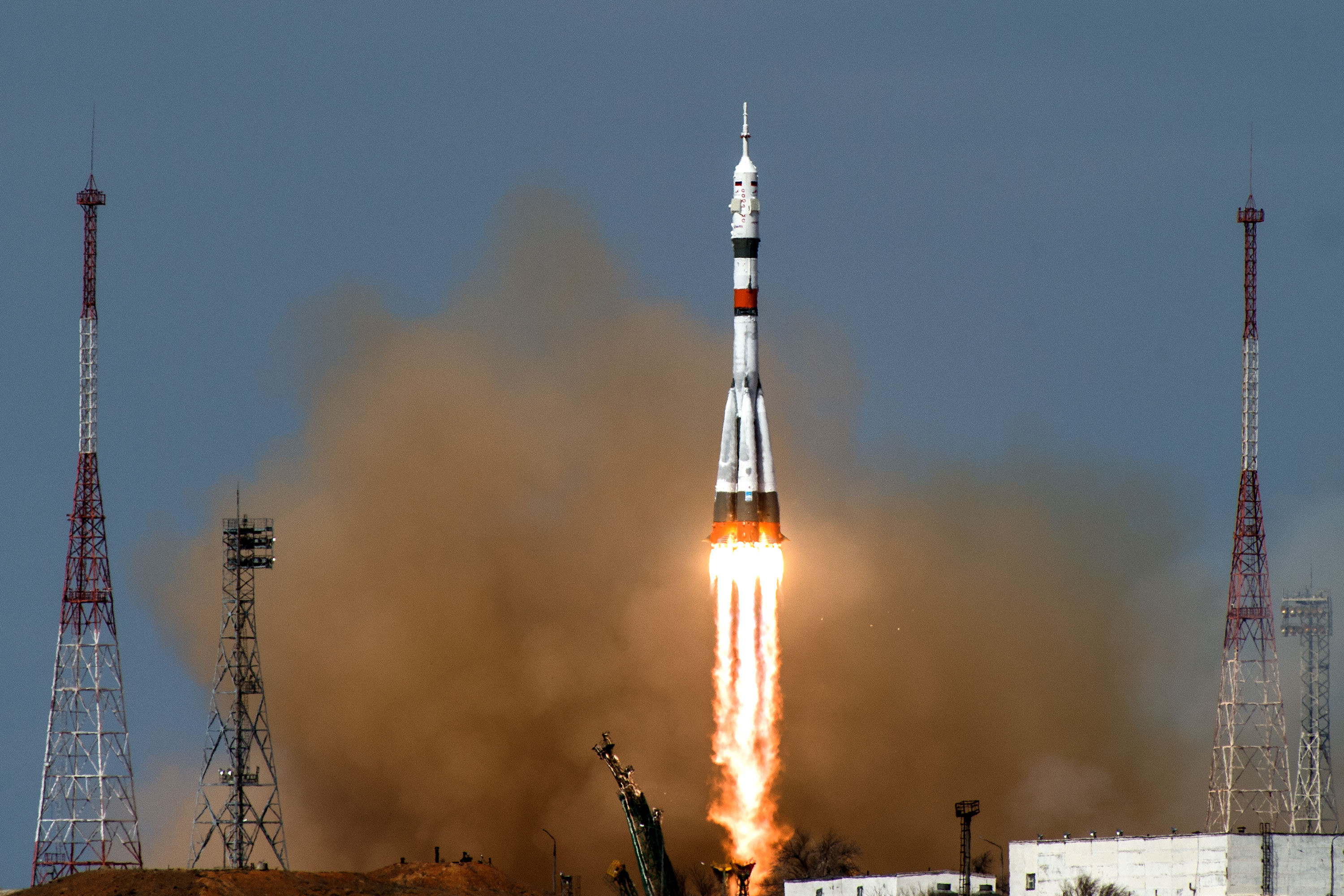
Запуск
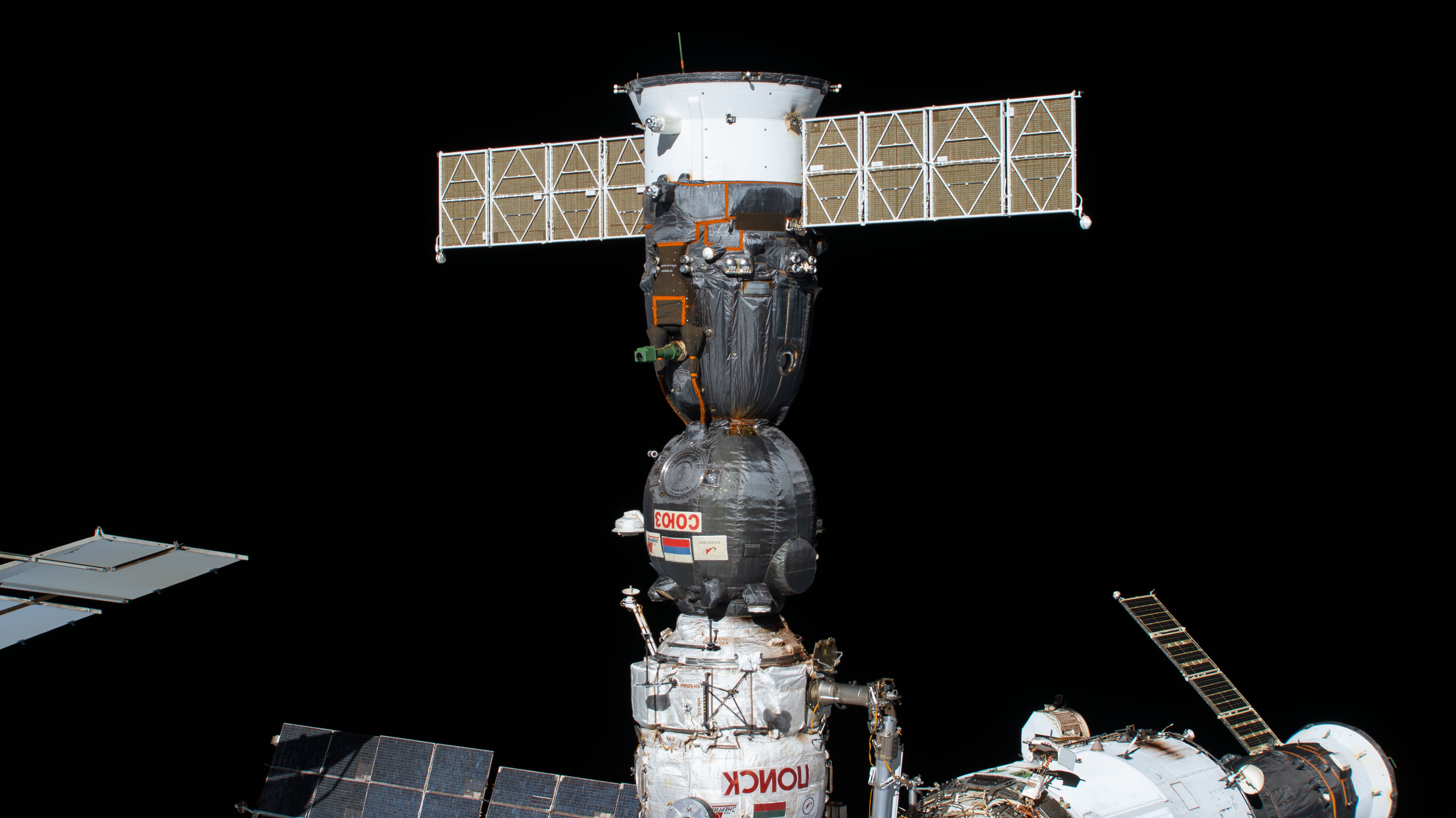
Союз МС-16, пристикований до модуля «Поіск» МКС. 24.09.2020
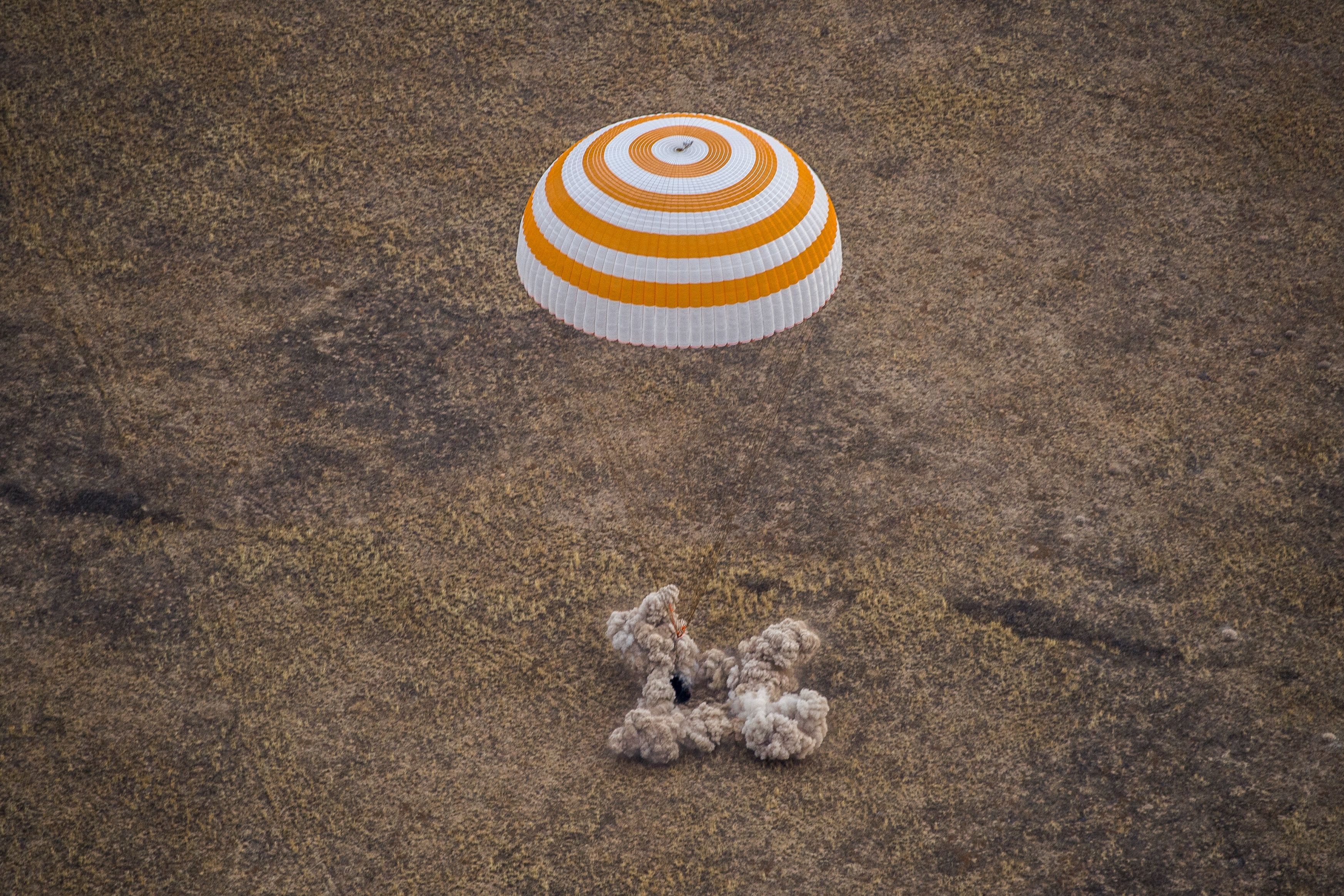
Приземлення